# Скіндії
Скіндії (Шиндії, Шинде, Сіндії) (शिंद) — династія, що правила у північній Індії після занепаду єдиної держави мартахів. Ця династія керувалася магараджами, першим з яких був Раноджі Рао. Правління тривало понад 200 років. Головними містами Скіндіїв були Удджайн та Гваліор.

## Історія
Засновником династії став Раноджі Рао, що походив з родини маратхських землевласників. Свою кар'єру розпочав на службі у пешви Баджі Рао I. У 1726 році проявив себе пв бойових діях з могольськими намісниками Мальви. У 1731 році відзначився у битві при Амдхері, де маратхи остаточно здолали моголів і захопили Мальву. Тоді як джагір (маєтність) Раноджі Рао отримав м. Удджайн. Воно стало першою столицею князівства Скіндіїв.
Його справу продовжив позашлюбний син Махаджі Скіндія, який брав участь у 1754 році у захоплені делі. Згодом, у 1755 році захоплює місто Матхуру, а у 1758 році — Гваліор. Після цього Гваліор стає головним містом володінь Скіндіїв. Водночас Махаджі вступає у конфлікт з родом Холкарів, які також боролися за контроль над Раджпутаною, районом делі й міжріччям Гангу й Джамни. Після поразки маратхів у битві при Паніпаті у 1761 році Скіндії стають незалежними від влади пешви у Пуні. Разом з цим проведено низку економічних та військових реформ, що зміцнили державу Скіндіїв. В результаті Махаджі Скіндія зумів повернути свій вплив у північній Індії: у 1770 році підкорено державу джатів, у 1772 році встановлено контроль над Делі.
Надалі Скіндії відважно проявили себе у Першій англо-маратхській війни (1775–1782). До кінця 1780-х років встановили контроль над раджпутськими державами Марвар й Джайпур. У 1793 році завдано рішучої поразки Холкарам. Сам Махаджі Скіндія стає заступником пешви.
Цей успіх намагався закріпити наступний магараджа Даулат Рао (1794–1827), який продовжив боротьбу з Холкарами. Боротьба цих родів, а також пешви Баджі Рао II призвело до Другої мартахо-англійської війни (1803–1805). В ній, незважаючи нас уперечки Скіндії об'єдналися з Холкарами та Бхонсле проти англійців. В результаті поразки маратхів Скіндії втратили міста делі й Аґру, відмовилися від володінь в Раджпутані. Під час Третьої англо-маратхської війни (1817–1819) Даулат Рао не підтримав пешву. З цього моменту Скіндії визнають залежність від британців. У 1818 році Британській Ост-Індській компанії передані права Гваліора на зовнішні контакти. Скіндії втратили свою незалежність.
Під час повстання сипаїв у 1857–1858 роках Скіндії спочатку мали намір приєднатися до останніх. Це було викликано спробою конфіскувати Гваліор Великою Британією на основі закону, згідно якому право на отримання князівства мав лише прямий спадкоємець магарджи. Проте Джаяджі Рао таким не був. Щоб не дати можливість приєднатися до повсталих володарів Гваліора британський віце-король як виняток визнав Джаяджі Рао спадкоємцем трону.
Надалі Скіндії зберегли вірність Великій Британії. Після здобуття у 1947 році Індією незалежності магараджа Джаваджі Рао оголосив про приєднання Гваліора до республіки. Деякий час він займав посаду губернатора новоутвореного штату Мадх'я-Бхарата. Його нащадки також беруть активну участь у політичному життя країни. Частина з них є членам Індійського національного конгрессу, а низка — Бхаратія джаната парті.

## Магараджи
- Раноджі Рао (1731–1745)
- Джаяпа Рао (1745–1755)
- Джанкоджі Рао I (1755–1761)
- Не було правителів (1761–1763)
- Кадарджі Рао (1763–1764)
- Манаджі Рао (1764–1768)
- Махаджі (1768–1794)
- Даулат Рао (1794–1827)
- Джанкоджі Рао II (1827–1843)
- Джаяджі Рао (1843–1886)
- Мадх'я Рао (1886–1925)
- Дживаджі Рао (1925–1947)